# Dick Eijlander
Dick Eijlander (Zaandam, 23 januari 1967) is een Nederlands voormalig profvoetballer die als aanvaller speelde.
Eijlander speelde bij clubs uit zijn geboortestreek en DWV Amsterdam voor hij naar het oosten van het land ging. Vanaf 1989 speelde hij lang voor SVDB en werd voor het seizoen 1992/93 gecontracteerd door N.E.C.. In de Eerste divisie scoorde Eijlander voornamelijk als invaller acht doelpunten in 27 wedstrijden. Ook scoorde hij eenmaal in de drie nacompetitiewedstrijden waarin hij met de Nijmeegse club naar de Eredivisie promoveerde. Na dat seizoen keerde hij via VV Lunteren terug in het amateurvoetbal. Eijlander keerde terug bij SVDB waar hij, na ook een periode bij SDC Putten, op zijn vijfendertigste stopte met voetballen.
Hij behaalde het trainersdiploma oefenmeester 1 waarvoor hij stage liep bij FC Volendam. Daar trainde hij ook de B-jeugd. Vervolgens was Eijlander assistent van Hans van Arum bij VV Lunteren waar hij ook twee jaar hoofdtrainer was.  Vervolgens keerde hij wederom terug bij SVDB in de jeugd en als trainer van het tweede team. Vanaf het seizoen 2015/16 zal Eijlander hoofdtrainer zijn bij VV Renswoude. Naast het voetbal is Eijlander werkzaam als manager bij een zwembad.